# Recépage (vigne)
Le recépage est une technique utilisée en viticulture de manière préventive dans le but de régénérer les ceps de vigne et de limiter les maladies du bois.

## Description
Le recépage consiste à sélectionner un jeune pampre à la base du cep au printemps pour créer une nouvelle charpente au pied et ainsi supprimer l'ancien bois.
L'objectif est de rajeunir les troncs afin d'éviter l'apparition des maladies du bois.
Cette technique est utilisée de manière préventive, avant l'expression des symptômes, pour ralentir la propagation de la maladie et améliorer le rendement.

## Techniques
- Recépage classique sur une vigne en cours de production en sélectionnant un jeune pampre qui a poussé spontanément à la base du cep au printemps afin de créer une nouvelle charpente au pied et ainsi supprimer l'ancien bois[1].
- Recépage forcé après l'apparition des premiers symptômes de maladies du bois. Les ceps malades sont décapités en hiver en attendant que de nouveaux pampres se forment au printemps. Ces nouveaux pampres formeront un nouveau tronc sain qui portera les futures récoltes.

## Avantages
Cette technique permet la régénération des ceps car le système racinaire généralement bien développé est conservé.
La production est plus rapide car la vigne recepée entre en production plus rapidement qu'un jeune complant.
Cette technique est efficace pour lutter contre l'Eutypiose et est efficace contre l'esca et le Black Dead Arm (BDA) si elle est pratiquée suffisamment tôt.

## Précautions
Le recépage est efficace contre certaines maladies du bois, mais en cas d'apoplexie, il peut être trop tard pour le mettre en œuvre.